# Zingst
Zingst település Németországban, Mecklenburg-Elő-Pomeránia tartományban. Lakosainak száma 3098 fő (2023. december 31.).

## Népesség
A település népességének változása:
| Lakosok száma | 3049 | 3120 | 3089 | 3089 | 3147 | 3173 | 3098 |
|               | 2014 | 2017 | 2018 | 2019 | 2021 | 2022 | 2023 |